# Pola (incrociatore ausiliario)
Il Pola è stato un incrociatore ausiliario della Regia Marina ed una motonave passeggeri italiana.

## Storia

La motonave nei primi mesi di servizio

Costruita nel cantiere triestino di San Marco, come scafo numero 1244, tra il marzo 1940 e l'agosto 1941, per la Società anonima di Navigazione Istria con sede a Trieste, insieme alla gemella Rovigno, l'unità era in origine una motonave passeggeri da 451,3 tonnellate di stazza lorda, 204 tonnellate di stazza netta e 187 tonnellate di portata lorda. Grazie a due motori diesel su due eliche, con una scorta di 1250 tonnellate di nafta, la Rovigno poteva raggiungere l'eccellente (per una nave mercantile) velocità massima di 20 nodi (la velocità di crociera era invece di 14,5 nodi). La motonave iniziò il servizio di trasporto passeggeri da Trieste a Pola (passando per alcuni altri porti istriani) il 12 settembre 1941.

Pochi mesi dopo il completamento, il 9 gennaio 1942 (per altre fonti, probabilmente erronee, prima ancora dell'ultimazione, nel maggio 1941), la piccola unità (così come la Rovigno) venne requisita dalla Regia Marina ed iscritta nel ruolo del Naviglio ausiliario dello Stato, con matricola D 28 e classificazione come incrociatore ausiliario. Armata con un cannone da 76/40 Mod. 1916 R.M. mm e tre mitragliere Scotti-Isotta-Fraschini 20/70 (o Breda 20/65 Mod. 1935), la nave fu destinata a missioni di scorta convogli, con base dapprima a Brindisi e successivamente a Prevesa.

Il Pola in servizio come incrociatore ausiliario.

Fino al settembre 1943 la nave effettuò complessivamente 231 missioni di guerra.
L'11 settembre 1943, in seguito all'armistizio, il Pola ed il Rovigno vennero entrambi catturati a Saseno (per altre fonti a Valona) dalle truppe tedesche. Mentre il Rovigno venne trasferito a Valona (dove venne affondato da motosiluranti britanniche nella notte tra il 21 ed il 22 settembre), il Pola venne temporaneamente assegnato alla scorta di altri mercantili italiani catturati e carichi di prigionieri, mantenendo a bordo il proprio equipaggio italiano sorvegliato da un picchetto armato tedesco. Il 20 settembre 1943, tuttavia, l'unità, che stava lasciando Cattaro diretta a Trieste, venne accidentalmente bersagliata dalle batterie costiere tedesche: grazie alla confusione sorta l'equipaggio, benché disarmato, guidato dal comandante in seconda Lorenzo Fonda, riuscì – grazie anche all'assistenza dell'anziana torpediniera Pilo, il cui equipaggio era riuscito in precedenza a riprendere il controllo della propria nave in una vicenda simile a quella del Pola – a sopraffare il picchetto tedesco, ad imprigionarlo in una stiva ed a riprendere il controllo della nave, portandola indenne a Brindisi, ove giunse il 21 settembre.
La nave venne radiata dal ruolo del Naviglio ausiliario e formalmente restituita agli armatori il 30 ottobre 1943, ma di fatto rimase in uso per conto della Regia Marina fino al settembre 1945 (per altre fonti la nave venne derequisita solo nel settembre 1945).

Restituita alla società di navigazione Istria nel settembre 1945, a Venezia, la Pola venne trasferita a Trieste ed ivi disarmata nel 1946, per poi riprendere il servizio con viaggi trisettimanali da Trieste a Pola l'11 aprile dello stesso anno (per altre fonti dal febbraio 1946). Il 20 luglio 1946 la società Istria mise a disposizione la motonave per prendere parte alle operazioni di evacuazione della città di Pola, in via di abbandono da parte della quasi totalità della popolazione, nell’imminenza dell’annessione alla Jugoslavia. La Pola, impiegata nell'esodo a partire dal 3 febbraio 1947, ed un'altra motonave, la Grado, evacuarono complessivamente 7000 profughi (circa metà sull'una e metà sull'altra), mentre altri 9956 (o 16.800) vennero trasportati dal piroscafo Toscana. Dopo il progressivo ritiro delle altre unità, con l'affievolirsi dell'esodo (essendo la città ormai quasi svuotata), la Pola, il 21 marzo 1947, rimase l'ultima nave in servizio trisettimanale nelle operazioni di sgombero da Pola a Trieste (concludendole prima della ratifica del trattato di pace). 

La motonave in servizio con i colori della società Toscana.

 Il 14 giugno 1947 la piccola motonave venne requisita dal Governo Militare Alleato (decisione resa nota sin dal 31 marzo) per l'evacuazione del proprio personale, partendo per il primo viaggio nella mattina dell'8 settembre, con gli uomini non più indispensabili. Dopo le dieci di sera del 15 settembre, consegnata ufficialmente la città alla Jugoslavia, il restante personale del G.M.A. (poliziotti, ufficiali ed autorità) s'imbarcò sulla motonave con la protezione fornita da un cordone di reparti scozzesi. La Pola lasciò per l'ultima volta la città che le aveva dato il nome alle 0.30 del 16 settembre 1947.

Nel 1948 la società cercò di riprendere il servizio di linea in Istria, ma il progetto abortì e la Pola, brevemente disarmata, venne dapprima noleggiata, nello stesso 1948 (o 1949, o nel dicembre 1947), e poi venduta, nel dicembre 1953, alla Società Anonima di Navigazione Toscana, e quindi trasferita in Mar Tirreno, adibita ai collegamenti tra la Toscana e le isole dell'arcipelago elbano. 

La Pola fotografata a Portoferraio.

 La nave, veloce e confortevole, in grado di trasportare circa 500 passeggeri ed alcuni veicoli (che venivano caricati a bordo con i picchi di carico, non essendo la nave un traghetto), ebbe un discreto successo sulle linee elbane, venendo assegnata alla tratta Portoferraio-Cavo-Piombino sulla quale rimase in servizio per diversi anni, eccettuato un turno di lavori svolti a Trieste nell'ottobre 1948.

La motonave alle isole Tremiti.

 Nell'estate 1956 la società Toscana noleggiò la motonave alla società Adriatica di Navigazione, con sede a Venezia, che la adibì ai collegamenti in acque pugliesi, tra Manfredonia, il Gargano, Termoli e le Tremiti.
Nel 1966, dopo lavori di rimodernamento in seguito ai quali la stazza venne ridotta a 397 tsl, la Pola venne venduta all'armatore napoletano Francesco Aponte, che già dall'ottobre 1965 la impiegava per i collegamenti diretti tra Sorrento e Capri, e che nel 1967 la noleggiò alla Navigazione Libera del Golfo (di cui era proprietario). Trasformata in traghetto, nel 1970 la motonave svolgeva servizio di collegamento tra Napoli, Capri ed Ischia. Dopo essere stata brevemente impiegata anche dalla Tirrenia di Navigazione, la Pola venne venduta nel 1984 alla Navigazione Libera del Golfo.
Poco dopo le 8.30 del 15 giugno 1992 la motonave, proveniente da Castellammare di Stabia con a bordo 46 passeggeri, speronò, nell'entrare a Sorrento, un altro traghetto, il Campania, in uscita da Sorrento e diretto a Capri con 350 passeggeri (da bordo del Campania si cercò di segnalare alla Pola la collisione imminente, ma le segnalazioni non ottennero risposta). Le due navi riportarono danni non gravi, mentre tra passeggeri ed equipaggi non vi furono feriti.
Dopo oltre cinquant'anni di servizio, l'anziana Pola venne infine demolita nel 1997.

## Galleria d'immagini

La Pola dopo la conversione in incrociatore ausiliario.
La nave all’isola d’Elba.
La Pola a Termoli con i colori dell’Adriatica.
La motonave alle Tremiti, noleggiata dall’Adriatica.
La Pola ad Ortona in una fotografia a colori.